# Svekonorvegiska orogenesen

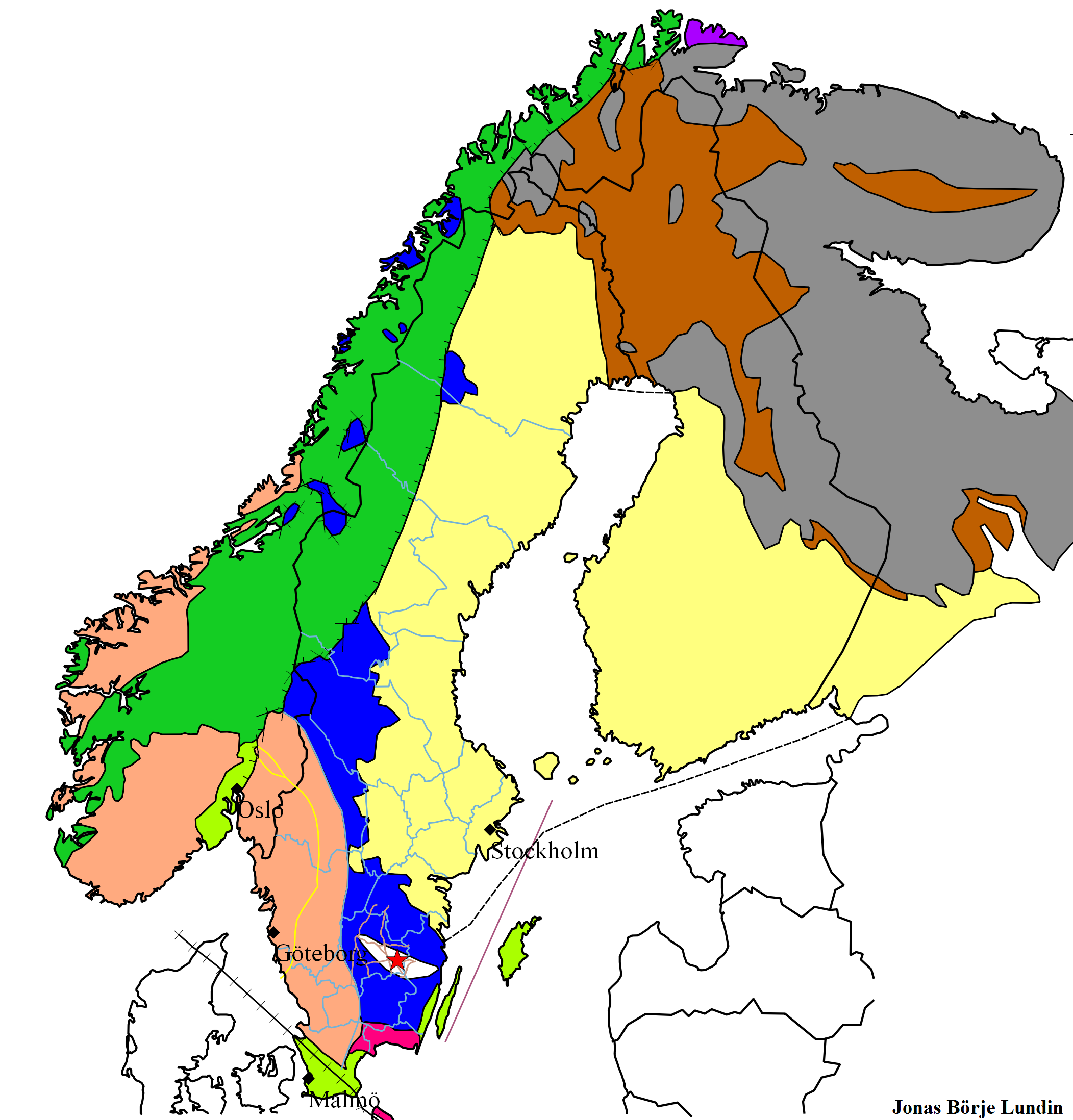
Geologisk karta över Fennoskandiska urbergsskölden.
Arkeiska bergarter från Kareliska, Belomoriska och Kola domänerna.
Proterozoiska bergarter tillhörande de Kareliska och Kola domänerna.
Svekofenniska domänen eller orogenesen
Transskandinaviska Magmatiska Bältet
Timanidiska orogensen
Sveconorvegiska orogensen inkl. Västra gneiss regionen
Kaledonsk skollberggrund

Svekonorvegiska orogenesen var ett orogenesiskt system aktivt från 1140 till 960 miljoner år sedan som är exponerat i form av ett bälte av särskilda bergarter i sydvästra Sverige och södra Norge. I Norge är bältet exponerat sydost om Kaledonska skollorna och i olika urbergsfönster. Svekonorvegiska orogenesen brukar grupperas med diverse andra orogeneser av Mesoproterozoisk ålder världen runt som del av Grenville-orogeneserna. I skarp motsats till andra kända orogeneser saknar Svekonorvegiska orogenesens östra gränsområde någon klar sutur med dithörande ofioliter.